# Imsterberg
Imsterberg é um município da Áustria, situado no distrito de Imst, no estado do Tirol. Tem 10,81 km² de área e sua população em 2019 foi estimada em 801 habitantes.